# Jakowlew Ja-6
Jakowlew Ja-6 (russisch Яковлев Я-6, auch AIR-6, АИР-6) war die Bezeichnung eines dreisitzigen Leichtflugzeuges. Entwickelt wurde es von Alexander Jakowlew während seines Studiums an der Militärakademie der Luftstreitkräfte in Moskau. Es war das erste Muster des Konstrukteurs, das in Serie gebaut wurde. Das Kürzel AIR bezieht sich auf den Politiker Alexei Iwanowitsch Rykow.

## Geschichte
Die Ja-6 (AIR-6) war Anfang der 1930er-Jahre das am häufigsten eingesetzte Flugzeug der Aeroflot auf lokalen Verbindungen. Es wurde wegen seiner Robustheit und Zuverlässigkeit geschätzt. Es gab neben der Landversion mit festem Fahrwerk auch eine Version als Wasserflugzeug mit Schwimmern. Am 23. Mai 1937 wurde mit der Schwimmerausführung ein internationaler Rekord im Nonstopflug Kiew–Batumi über 1297 km mit einer Reisegeschwindigkeit von 124 km/h in 10 h, 25 min aufgestellt. Von den 468 gebauten Flugzeugen wurden auch 20 Exemplare als Sanitätsflugzeuge ausgerüstet.

## Technische Daten
| Kenngröße                 | Daten                                   |
| ------------------------- | --------------------------------------- |
| Baujahr(e)                | 1932–1936                               |
| Konstrukteur              | Alexander Sergejewitsch Jakowlew        |
| Spannweite                | 12,07 m                                 |
| Länge                     | 8,02 m                                  |
| Höhe                      | 2,26 m                                  |
| Flügelfläche              | 19,80 m²                                |
| Leermasse                 | 620 kg                                  |
| Zuladung                  | 373 kg                                  |
| Startmasse                | 903 kg                                  |
| Flächenbelastung          | 52,26 kg/m²                             |
| Leistungsbelastung        | 9,03 kg/PS                              |
| Triebwerk                 | ein 5-Zylinder-Sternmotor Schwezow M-11 |
| Leistung                  | 81 kW (110 PS)                          |
| Höchstgeschwindigkeit     | 166 km/h                                |
| Reisegeschwindigkeit      | maximal 140 km/h                        |
| Landegeschwindigkeit      | 68 km/h                                 |
| Dienstgipfelhöhe          | 4500 m                                  |
| Reichweite                | 650 km                                  |
| Start- / Landerollstrecke | 90 m / 120 m                            |
| Besatzung / Passagiere    | 1 / 2                                   |

## Kleinverkehrsflugzeug Ja-6
Die Ja-6 kann leicht mit der Jakowlew Jak-6 verwechselt werden – ein Fehler der beispielsweise dem Herausgeber der abgebildeten Briefmarke aus der Mongolei von 1976 passierte.